# مأمون عبدالقیوم
مأمون عبدالقیوم (به مالدیوی: މައުމޫނު އަބްދުލް ގައްޔޫމް زاده ۲۹ دسامبر ۱۹۳۷ میلادی) رئیس‌جمهور اسبق مالدیو است.

## دوران سی ساله ریاست
وی در سال ۱۹۳۷ زاده شد. در سال ۱۹۷۸ به ریاست جمهوری مالدیو رسید و سی سال در این منصب بود تا اینکه توسط محمد نشید در انتخابات سال ۲۰۰۸ شکست خورد و محمد نشید تا سال ۲۰۱۲ رئیس‌جمهور این کشور بود. نشید نیز در این سال در انتخابات توسط عبدالله یمین برادر ناتنی مأمون شکست خورد.